# Khahare Pangu
Khahare Pangu (nep. खहरे पाङ्गु) – gaun wikas samiti w środkowej części Nepalu w strefie Bagmati w dystrykcie Kavrepalanchok. Według nepalskiego spisu powszechnego z 2001 roku liczył on 529 gospodarstw domowych i 2648 mieszkańców (1400 kobiet i 1248 mężczyzn).